# Enrico Platé
Enrico Platé (28 de janeiro de 1909, Milan, Itália – 2 de fevereiro de 1954, Buenos Aires, Argentina) foi um automobilista e gerente de equipe italiano. e, mais tarde, dirigiu sua equipe de corrida Scuderia Enrico Platé, de nacionalidade suíça. Começou sua carreira como mecânico, mas rapidamente se dedicou às corridas de automóveis, além de só consertá-los. Seu melhor resultado como piloto foi o quarto lugar (embora também o último lugar) no Autódromo de Modena de 1938. Embora ele não tenha alcançado nenhum sucesso notável pela classe voiturette antes da Segunda Guerra Mundial, Platé tornou-se uma figura significativa e influente no grande prêmio no pós-guerra e no início das corridas de Fórmula 1 como dono de uma equipe. Durante sua breve carreira neste papel, Platé dirigiu a Maseratis, tendo coordenado pilotos notáveis como Prince Bira, Harry Schell e o colega suíço Toulo de Graffenried.

## Biografia
Embora ele não se tenha retirado totalmente da direção até 1948, Enrico Platé teve sucesso como dono de uma equipe já em 1946, quando forneceu o carro que levou a lenda das corridas Tazio Nuvolari à sua vitória final no Grande Prêmio Albi. Em 1947, Christian Kautz venceu o prestigioso Grand Prix de la Marne em Reims-Gueux em um Maserati 4CL com entrada em Platé, e no ano seguinte Nello Pagani dirigiu o mesmo carro até a vitória no Grand Prix de Pau. Infelizmente para Scuderia Enrico Platé, a equipe também provou a tragédia em 1948, quando Kautz foi morto enquanto dirigia um de seus 4CLs em seu Grand Prix de casa, em Bremgarten. 
Em 1949, Graffenried marcou a vitória final na maior corrida de Platé com a vitória no Grande Prêmio Britânico, desta vez no novo Maserati 4CLT/48 de Platé. Bira venceu o menor Grande Prêmio de Verão da Suécia, mais tarde naquela temporada. Com o domínio primeiro das obras Alfa Romeo e depois das equipes Ferrari, os carros do Platé nunca foram os primeiros colocados nos primeiros anos do Campeonato Mundial de Fórmula 1. No entanto, os grandes prêmios menores e não campeões viram a Scuderia Enrico Platé levar mais cinco vitórias entre 1950 e 1953. Sempre fiel à marca Maserati, a equipe de Platé reconstruiu um dos carros da empresa italiana Maserati 4CLT de Fórmula 1 para a especificação de Fórmula 2. As revisões e alterações foram suficientemente significativas para o Maserati permitir que a Scuderia Platé entrasse no carro como o Maserati-Platé, fazendo do Platé o único fabricante de motores de Fórmula 1 original.
No início de 1953, o Platé começou a encontrar dificuldades financeiras. Embora ele mantivesse uma presença nas corridas, isto era normalmente através da preparação de carros para o de Graffenried e não como um participante em si. Enrico Platé encontrou um final prematuro quando morreu em um acidente durante um breve retorno à pista, dirigindo em uma pequena corrida de Fórmula Livre em Buenos Aires, em 1954.

## Corridas completas da Scuderia
| Ano                                      | Chassi           | Motor(es)             | Pneus | Piloto               | 1   | 2   | 3   | 4    | 5   | 6   | 7   | 8   | 9   |
| ---------------------------------------- | ---------------- | --------------------- | ----- | -------------------- | --- | --- | --- | ---- | --- | --- | --- | --- | --- |
| 1950                                     | Maserati 4CLT/48 | Maserati 4CLT 1.5 L4s | P     |                      | GBR | MON | 500 | SUI  | BEL | FRA | ITA |     |     |
| 1950                                     | Maserati 4CLT/48 | Maserati 4CLT 1.5 L4s | P     | Toulo de Graffenried | Ret | Ret |     | 6    |     |     | 6   |     |     |
| 1950                                     | Maserati 4CLT/48 | Maserati 4CLT 1.5 L4s | P     | Prince Bira          | Ret | 5   |     | 4    |     |     | Ret |     |     |
| 1951                                     | Maserati 4CLT/48 | Maserati 4CLT 1.5 L4s | P     |                      | SUI | 500 | BEL | FRA  | GBR | GER | ITA | ESP |     |
| 1951                                     | Maserati 4CLT/48 | Maserati 4CLT 1.5 L4s | P     | Louis Chiron         | 7   |     |     |      |     |     |     |     |     |
| 1951                                     | Maserati 4CLT/48 | Maserati 4CLT 1.5 L4s | P     | Harry Schell         | 12  |     |     | Ret  |     |     |     |     |     |
| 1951                                     | Maserati 4CLT/48 | Maserati 4CLT 1.5 L4s | P     | Toulo de Graffenried |     |     |     | Ret  |     | Ret |     |     |     |
| 1952                                     | Maserati 4CLT/48 | Platé 2.0 L4          | P     |                      | SUI | 500 | BEL | FRA  | GBR | ALE | HOL | ITA |     |
| 1952                                     | Maserati 4CLT/48 | Platé 2.0 L4          | P     | Toulo de Graffenried | 6   |     |     | Ret† | 19  |     |     | DNQ |     |
| 1952                                     | Maserati 4CLT/48 | Platé 2.0 L4          | P     | Harry Schell         | Ret |     |     | Ret† | 17  |     |     |     |     |
| 1952                                     | Maserati 4CLT/48 | Platé 2.0 L4          | P     | Alberto Crespo       |     |     |     |      |     |     |     | DNQ |     |
| 1953                                     | Maserati A6GCM   | Maserati A6 2.0 L6    | P     |                      | ARG | 500 | NED | BEL  | FRA | GBR | ALE | SUI | ITA |
| 1953                                     | Maserati A6GCM   | Maserati A6 2.0 L6    | P     | Toulo de Graffenried |     |     | 5   |      |     |     |     |     |     |
| Este artigo faz parte de uma série sobre |                  |                       |       |                      |     |     |     |      |     |     |     |     |     |
| Fórmula 1                                |                  |                       |       |                      |     |     |     |      |     |     |     |     |     |
|                                          |                  |                       |       |                      |     |     |     |      |     |     |     |     |     |
| Geral                                    |                  |                       |       |                      |     |     |     |      |     |     |     |     |     |
| Listas                                   |                  |                       |       |                      |     |     |     |      |     |     |     |     |     |
| Organizações                             |                  |                       |       |                      |     |     |     |      |     |     |     |     |     |
| v d e                                    |                  |                       |       |                      |     |     |     |      |     |     |     |     |     |

† – indica que houve compartilhamento da direção 